# Großmeßsender Hermsdorf
Der Großmeßsender Hermsdorf war ein stationärer Messsender der Keramischen Werke in Hermsdorf zur Prüfung von Isolatoren von Sendeanlagen und ist heute ein technisches Denkmal.
Der Sender wurde am 20. Februar 1939 bei den Herren Dr. Rohde und Dr. Schwarz als Messsenders für Hochspannungs- und Hochstromuntersuchungen in Auftrag gegeben, die, zuvor durch Gespräche mit Hans Handrek von der HESCHO inspiriert, in München das Physikalisch-Technische Entwicklungslabor Dr. Rohde & Dr. Schwarz (heute Firma Rohde & Schwarz) gründeten. Er wurde im Juli 1941 in Betrieb genommen und befindet sich in einem als Faradayschen Käfig ausgeführten Raum, der 10 Meter lang, 6 Meter breit und 8 Meter hoch ist. Er kann auf den Frequenzen 300 kHz (später nur 500 kHz), 1 MHz und 10 MHz arbeiten und kann eine Leistung bis 40 kW abgeben.
Der Großmeßsender Hermsdorf kann bei 300 bzw. 500 kHz eine Prüfspannung von bis zu 500 kV und bei 1 MHz einen Prüfstrom von bis zu 53 Ampere liefern. Der Sender ist zweistufig, wobei beide Stufen jeweils mit zwei Senderöhren im Gegentakt arbeiten. Die erste Stufe (2 × RS329 / Telefunken, später SR301 / Werk für Fernsehelektronik Berlin), die zur Schwingungserzeugung dient, wird mit einer Spannung von 2,5 kV betrieben, während die zweite Stufe der Verstärkung (Endstufe, 2 × RS257 / Telefunken) dient und mit einer variablen Spannung bis 10 kV betrieben wird.
Die Anlage wurde 1990 mit der Abwicklung des VEB Keramische Werke Hermsdorf stillgelegt, ist aber als Technisches Denkmal an der alten Adresse (Eisenberger Straße 81, 07629 Hermsdorf) erhalten und kann besichtigt und betrieben werden (Verein für Regional- und Technikgeschichte e.V.).